# Antrostomus cubanensis
Antrostomus cubanensis là một loài chim trong họ Caprimulgidae.